# Handriyal (Kalyan), Basavakalyan
Handriyal (Kalyan) là một làng thuộc tehsil Basavakalyan, huyện Bidar, bang Karnataka, Ấn Độ.